# Philippe Vlerick
Philippe Marie Thérèse Ghislain Michel Afra Alphonse Joseph baron Vlerick (Kortrijk, 8 juni 1955) is een Belgisch ondernemer en bestuurder. 

## Biografie

### Familie
Philippe Vlerick is lid van de familie Vlerick en de zoon van Lucien baron Vlerick (1921-1996) en Thérèse Vandewiele (1926). Hij is de kleinzoon van textielhandelaar Alphonse Vlerick en neef van André Vlerick, grondlegger van deVlerick Business School. Nadat zijn vader in 1992 in de erfelijke adel was verheven, werd zoon Philippe jonkheer.
Hij is getrouwd met Patricia Bouckaert, dochter van dokter Léon Bouckaert, bezieler van Waregem Koerse. Hij is eveneens de schoonbroer van Mieke De Clerk, dochter van textielindustrieel Roger De Clerck, en haar ex-man Carl Bouckaert, en van de beide zonen van veevoederondernemer Walter Vanden Avenne. Vlerick is vader van vier kinderen.

### Carrière
Vlerick studeerde wijsbegeerte en rechten aan de Katholieke Universiteit Leuven en behaalde een postuniversitair programma in bedrijfsbeheer aan het Instituut Professor Vlerick voor Management in Gent (1979) en een MBA aan de Universiteit van Indiana in de Verenigde Staten (1980).
Hij nam in 2001 denimproducent UCO over. In 2006 fuseerde de textielgroep met het Indiase Raymond. In 2009 en 2010 sloten respectievelijk de fabrieken van UCO in Gent en Brugge. Sindsdien produceert de groep enkel nog buiten België. Hij was ook voorzitter van Belgian International Carpets (BIC), dat zijn vader in 1956 oprichtte. Vlerick was van 2000 tot 2005 voorzitter van Febeltex, de federatie van textielwerkgevers. Hij staat ook aan het hoofd van de familiale Vlerick Group.
Vlerick is sinds 2005 ondervoorzitter van de KBC Groep. Hij is ook bestuurder van KBC Bank en KBC Verzekeringen en was bekleedde mandaten bij de KBC-voorgangers Almanij en Fidisco. Hij is tevens:
- voorzitter van de raad van bestuur van investeringsmaatschappij Pentahold,[4]
- voorzitter van het Indus Kamdhenu Fund,
- ondervoorzitter van de raad van bestuur van mediagroep Corelio,
- bestuurder van bouwmaterialengroep Etex,
- bestuurder van multimediabedrijf Smartphoto (voorheen Spector),
- onafhankelijk ondervoorzitter van de raad van bestuur van de sociale investeringsmaatschappij Durabilis,
- onafhankelijk bestuurder van bouwbedrijf BESIX,
- onafhankelijk bestuurder van scheepvaartgroep Exmar,
- onafhankelijk bestuurder van koeltorenproducent Hamon,
- onafhankelijk bestuurder van vinylvloerenproducent IVC,
- bestuurder van biotechbedrijf Oxurion,
- lid van het investeringscomité van Green Park Investment Partners.

Hij is of was tevens:
- voorzitter van het Festival van Vlaanderen,
- voorzitter van het cultuurfestival Europalia (sinds 2023),[5]
- voorzitter van het Forum van de Eurometropool Lille-Kortrijk-Tournai,
- voorzitter van de Belgo-Indian Chamber of Commerce and Industry,
- voorzitter van Flanders Inshape,
- bestuurder van de Vlerick Business School, Voka, het Verbond van Belgische Ondernemingen, Fedustria, GUBERNA en Kortrijk.IN,
- stichtend lid van Transparency International Belgium,
- bestuurder van de vzw Museum Nicolaas Rockox, de Voka Stichting Vaast Leysen en Europalia International,
- lid van Vlaanderen in Actie,
- fellow van het Hogenheuvelcollege in Leuven.

Hij bekleedde bestuursmandaten bij Gevaert, CMB, De Speyebeek en Alcopa.

### Veroordeling
In november 2011 werd Vlerick veroordeeld voor milieumisdrijven die UCO Sportswear in Gent beging. Na het vonnis van het Gentse hof van beroep werd de veroordeling in september 2012 bevestigd door het Hof van Cassatie.

## Onderscheidingen
In januari 2007 werd hij door Trends verkozen tot Manager van het Jaar 2006.
In 2008 werd jonkheer Philippe Vlerick de persoonlijke titel van baron toegekend. 
Bij koninklijk besluit van 19 september 2013 werd hij Commandeur in de Leopoldsorde.
Hij werd in december 2014 benoemd tot lid van de Consultatieve Commissie voor het toekennen van adellijke gunsten en voor het verlenen van eretekens van hoge graad. Dit mandaat eindigt in december 2022 (bij wet kan men maximaal twee mandaten van vier jaar uitoefenen).